# The Pleasure Principle
The Pleasure Principle es el primer álbum solista del músico inglés Gary Numan. Fue lanzado en septiembre de 1979, cuando debutó en el puesto número 1 del chart de álbumes. Este logro marcó un gran éxito para la carrera musical de Numan y del ese entonces no tan popular synthpop. La canción más exitosa tanto del álbum como de toda la carrera de Numan fue "Cars".
Gary Numan comenzaba su carrera musical en 1977 con Mean Street y The Lasers, dos bandas del género de boga en ese entonces en Inglaterra, el punk. Poco después Numan reúne a su amigo y compañero en The Lasers Paul Gardiner en bajo y a su tío Jess Lidyard en batería para formar Tubeway Army, banda que iría evolucionando su sonido desde el punk hasta el mismo synthpop. Tubeway Army lanza dos álbumes, el homónimo Tubeway Army (1978) y el más electrónico Replicas (1979). En el primer álbum, Numan ya notaba su admiración por la música hecha a base de sintetizadores, incluyéndolos en el disco, dando mezcla de un poco de sintetizador con música de orientación punk. En el segundo álbum, Numan se aleja más del punk y mete más sintetizadores, creando dos de los primeros éxitos de su carrera, las canciones "Me! I Disconnect From You" y "Are Friends Electric?".
Pero The Pleasure Principle es hecho a bases de Replicas, con la diferencia de que ahora Numan no utilizaba la guitarra eléctrica, dando más énfasis a los sintetizadores Moog. Dentro del álbum también se incluyen uso de la viola y del piano.
Tras Replicas, Jess Lidyard se había alejado de Numan y Gardiner, así que Numan adicionó más miembros de su banda musical. Christopher Payne en teclados y viola y Cedric Sharpley en batería, incluyendo a Gardiner en bajo, complementarían el grupo de colaboradores de la carrera solista de Numan. Además, Billy Currie, de Ultravox y Visage, también colaboraría en violín pero con sólo dos canciones, "Tracks" y "Conversation". Currie era admirado por Numan, ya que era el tecladista de Ultravox, grupo que lo influenció, y comenzó a colaborar con él tras el vacío de la situación tambaleante de Ultravox tras la partida de su cantante John Foxx, quien también era admirado por Numan.
Posteriormente al lanzamiento del álbum, Numan emprendió una gira con sus colaboradores, incluidos Gardiner y Currie.

## Lista de temas
Todas las canciones fueron compuestas por Gary Numan.

### Edición original (1979)
Lado A
1. "Airlane"
2. "Metal"
3. "Complex"
4. "Films"
5. "M.E."

Lado B
1. "Tracks"
2. "Observer"
3. "Conversation"
4. "Cars"
5. "Engineers"

### Reedición (1999)
1. "Airlane"
2. "Metal"
3. "Complex"
4. "Films"
5. "M.E."
6. "Tracks"
7. "Observer"
8. "Conversation"
9. "Cars"
10. "Engineers"
11. "Random"
12. "Oceans"
13. "Asylum"
14. "Me! I Disconnect From You" (Live)
15. "Bombers" (Live)
16. "Remember When I Was A Vapour" (Live)
17. "On Broadway" (Live)

## Créditos
- Gary Numan: cantante, teclados, synthetic percussion, producción.
- Paul Gardiner: bajo
- Christopher Payne: teclados
- Cedric Sharpley: batería, percusión
- Billy Currie: violín (en "Tracks" y "Conversation")
- Garry Robson: coros en (en "Conversation")